# Hubert Gouze
Pour les articles homonymes, voir Gouze.
Hubert Gouze, né le 19 mai 1938 à Toulouse (Haute-Garonne) et mort le 20 août 1994 à Montauban (Tarn-et-Garonne), est un homme politique français.

## Biographie
Professeur certifié d'histoire-géographie, Hubert Gouze succède à son père Raoul Gouze comme conseiller municipal (1977) et conseiller général (1985) socialiste de Montauban. Secrétaire fédéral du PS (1974-1977 et 1978-1981), il est député (1981-1993) et maire (1983-1994) de Montauban. Il soutient le courant Mitterrand et Lionel Jospin au moment du congrès de Rennes (1990).

## Détail des fonctions et des mandats
Mandats parlementaires
- 21 juin 1981 - 1er avril 1986 : Député de la 1re circonscription de Tarn-et-Garonne
- 16 mars 1986 - 14 mai 1988 : Député de Tarn-et-Garonne
- 12 juin 1988 - 1er avril 1993 : Député de la 1re circonscription de Tarn-et-Garonne